# Furo
Furo — вимерлий рід променеперих риб ряду Ioniscopiformes, що існував у Європі. Типовим видом є F. orthostomus .

## Таксономія
Типовий вид Furo, F. orthostomus, було вперше описано у 1843 році швейцарським натуралістом Луїсом Агассісом як Eugnathus orthostomus, але назву роду було змінено на Furo Йоганном фон Непомуком Францем Ксавером Гістелем у 1848 році, оскільки назва Eugnathus була зайнята родом членистоногих. Багато видів, віднесених до Furo, було знайдено в формації Зольнгофен у Баварії.  Деякі автори відносили до Furo типовий вид Ophiopsis, O. muensteri, але пізніші дослідження показали, що типові види Furo та Ophiopsis тільки віддалено споріднені.